# The Yngwie Malmsteen Collection
The Yngwie Malmsteen Collection е първият сборен албум на китариста Ингви Малмстийн. Издаден е през ноември 1991 г. от звукозаписната компания PolyGram.